# Burg Kagers
Die abgegangene Burg Kagers lag in der gleichnamigen Gemeinde, die seit 1972 als Stadtteil nach Straubing eingemeindet ist.

## Geschichte
In den Traditionsbüchern des Klosters St. Emmeram werden in der zweiten Hälfte Güterübertragungen an die nobiles Helfrich, Lantfried, Egil, Sigipertus und Meginhart erwähnt, die in dem Ort Chaparussa beheimatet waren. Im 13. Jahrhundert kommt die Burg mit den Gerichtsrechten an die Wittelsbacher. 1285 wurde das Gericht zu Kagers von Herzog Otto dem Vitztum Albrecht von Straubing verliehen, das castrum Chabers war an Leutold Pincera verpfändet. Zwischen Albrecht von Straubing, seinem Bruder Karl von Rain und weiteren Personen, die sich nach Kagers, Rain oder Straubing nannten, bestanden verwandtschaftliche Beziehungen.
In einem Landbericht von 1331 wird berichtet, der Herzog habe das Gericht zu Kagers den Chamerauern als Lehen gegeben. Zwischen dem Herzog und den Chamerauern sei es aber zu einem Streit gekommen und 1334 seien die alte Festung, das Schloss und das Gericht wieder an den Herzog zurückgefallen. Im Salbuch des Kastenamtes Straubing ist 1479 nur von dem Hof zu Kagers die Rede, das Kastenbuch von 1479 nennt die Hofmark Kagers. 1432 wird der Straubinger Bürger Caspar Lerchenfelder, der schon vorher herzoglichen Pfandbesitz innehatte, vom Herzog zum Verwalter der Hofmarken Moshaim im Landgericht Haidau und Kagers auf Lebenszeit gemacht. Die Lerchenfelder besaßen Kagers bis 1609, dann kam Kagers an das Rentamt Straubing und blieb dort bis 1803 als landesherrliche Hofmark. Die Landesbeschreibung von Johannes Lang und Franz Anton Max nennt 1752 nur mehr die Hofmark Kagers, während Johann W. Widmer im gleichen Jahr noch von „Schloss, Sitz und Hofmarckt“ Kagers spricht.